# Świńska kasza
Świńska kasza – potrawa znana na wsiach, szczególnie Suwalszczyzny i Wileńszczyzny, była spożywana przez ludzi niezamożnych, chłopstwo i ludność niższych warstw społecznych, obecnie zapomniana.
Świńską kaszą nazywano tłuczone ziemniaki, uprzednio zaprawione małą ilością mąki. Masę umieszczano w misie lub dużym głębokim talerzu w taki sposób, aby środek był wklęsły. W to zagłębienie wlewano tzw. „maczanie”, czyli sos sporządzony z rozpuszczonej słoniny ze skwarkami wymieszanej ze śmietaną. Misę umieszczano na środku stołu i stołownicy jedli świńską kaszę z jednego naczynia. Nabierano z brzegu łyżką porcję ziemniaków, maczano w sosie i zjadano. Potrawę tę przypomniała w powieści Boża podszewka Teresa Lubkiewicz-Urbanowicz, opisując, że była częstym posiłkiem w dzień powszedni.